# Claude Détraz
Claude Détraz, né le 20 mars 1938 à Albi  et mort le 20 juin 2020 à Challex est un physicien et homme politique français, spécialiste  des noyaux d'atomes exotiques, directeur de recherche au CNRS et directeur de l'Institut national de physique nucléaire et de physique des particules.

## Biographie
Claude Détraz appartient à la promotion de 1958 de l'École Normale Supérieure.   Docteur en sciences physiques il rejoint, en 1962,  l'Institut de physique nucléaire d'Orsay, laboratoire créé par Irène et Fréderic Joliot-Curie,. Il  participe aux travaux scientifiques aux États-Unis des laboratoires de Berkeley, de l'université du Colorado) et de l'Institut Max Planck en Allemagne.
De 1982 à 1990, il dirige le GANIL, grand accélérateur national d'ions lourds,  à Caen.
Depuis sa fondation, en 1988, il préside le Comité européen de coopération en physique nucléaire, organisme associé de la Fondation européenne de la science.
En 1991, il est conseiller technique au cabinet du ministre de la Recherche, Hubert Curien.
Il est nommé directeur de l'Institut national de physique nucléaire et de physique des particules (IN2P3) en 1992   (mandat renouvelé en 1995 et 1998). Il précise les orientations qu'il veut donner à l'Institut en  déclarant " désormais, nous inscrivons nos recherches dans quatre domaines: matière nucléaire (dans tous ses états), quarks et leptons, quarks et hadrons dans la matière, noyaux et particules dans l'univers.."
Il est membre du Conseil supérieur de la recherche et de la technologie.
Il est directeur de recherche du CNRS, directeur du département de physique nucléaire et corpusculaire  en octobre 1997.
Claude Détraz est nommé Directeur des programmes avec cibles fixes et des programmes futurs du CERN en 1999  fonction qu'il exerce jusqu'au 3 décembre 2003.
Il préside le conseil scientifique de l'Agence nationale pour la gestion des déchets radioactifs (ANDRA) en 1999, son mandat est renouvelé en 2005.
Claude Détraz est maire de Maison-Maugis de 2008 à 2014.
Il est membre du Comité économique et social de Basse-Normandie en 1991.

## Décorations et récompenses
Claude Détraz reçoit en  1974 le Prix Joliot-Curie, de la  Société française de physique.
En 1978 la Médaille d'argent du CNRS lui est décerné.
Il est promu commandeur dans l'Ordre du mérite en 2006.

## Publications
Protons, deutons, tritons et noyaux d'hélium émis par 197Au sous l'action de protons de 154 Mev [co-auteurs Jeannine Génin Pierre Radvanyi Ivan Brissaud], Journal de physique, janvier 1961 
Contribution à l'étude de la structure des noyaux légers à couches ou sous-couches fermées par la réaction de pick-up à 155 Mev / Paris : Ed. de la Revue d'optique théorique et instrumentale , 1965
La matière aujourd'hui / R. Collongues, J.-F. Delpech, C. Détraz... [et al.] ; [introduction par Émile Noël] / Paris : Éditions du Seuil , DL 1981
La recherche en physique nucléaire   [articles de J. Arvieux, R. Bertini, M. Buenerd... [et al.] ; choisis et présentés par Claude Détraz et Didier Isabelle,  Paris, 1983,  Éditions du Seuil, coll.: Points-Sciences,  320 pages